# اسلحه تک‌تیرانداز ای‌دبلیو ۵۰

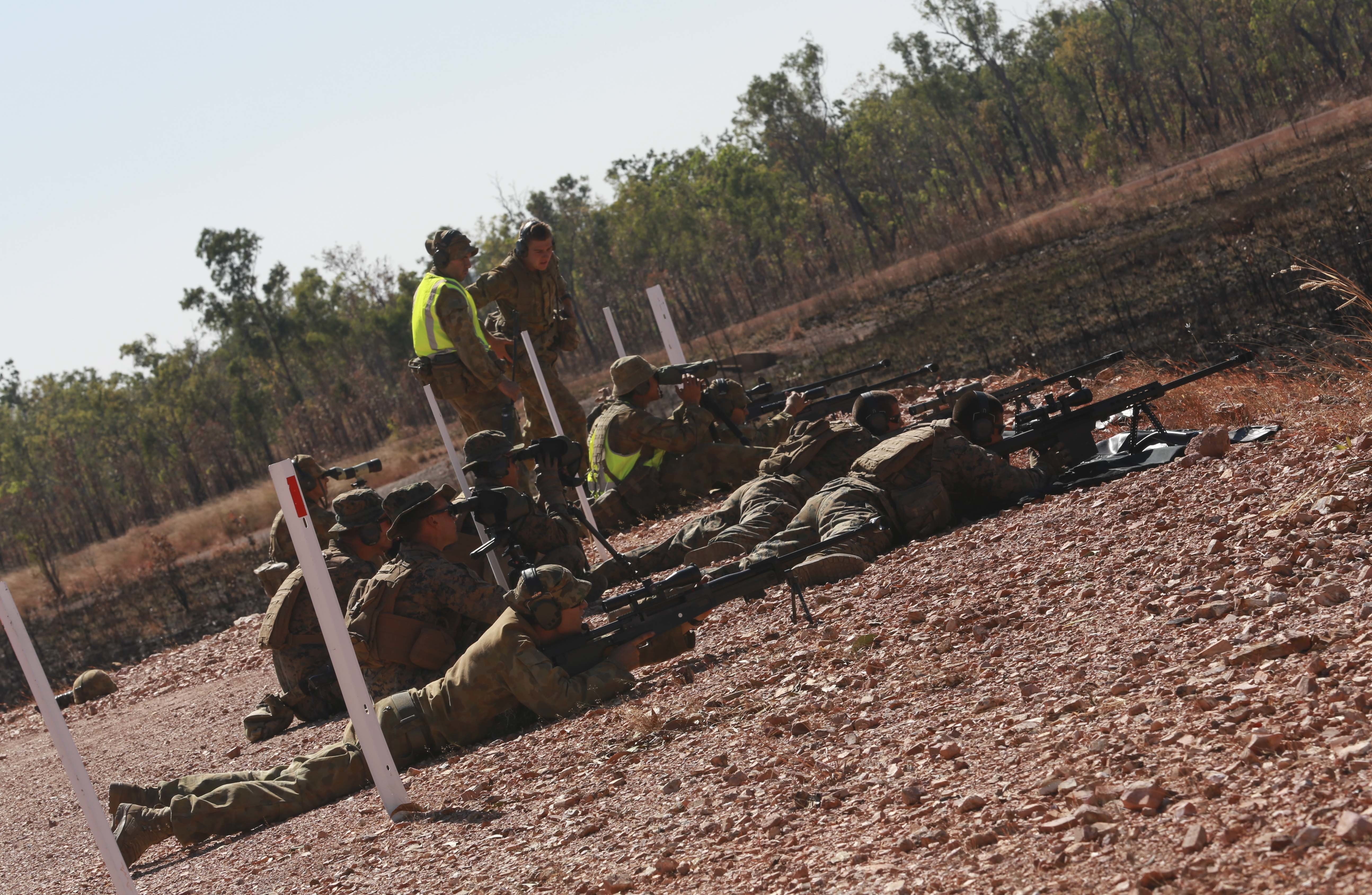
تفنگداران دریایی ایالات متحده آمریکا درحال تمرین با تک تیرانداز AW50

اِی‌دبلیو ۵۰ (به انگلیسی: AW50) یک اسلحه تک‌تیرانداز ضدتجهیزات کالیبر ۵۰ بی‌ام‌جی ساخت اکیورسی اینترنشنال است. ای‌دبلیو ۵۰ یک نسخه بازتوسعه‌یافته از اسلحه تک‌تیرانداز ای‌دبلیوپی (تک‌تیرانداز استاندارد در ارتش بریتانیا) است.

## معرفی
در اسلحه تک‌تیرانداز AW-50 سیستم بارگذاری تیرها همانند دیگر سلاح‌های این کلاس به صورت دستی و سلاح‌های غیرخودکار است. فرم و طراحی قنداق این سلاح شباهت زیادی به اسلحه تک‌تیرانداز قبلی مدل AS-50 کارخانه «اکیورسی اینترنشنال» دارد و بخشی از این تغییرات کاملاً مشخص و برخی دیگر جزئی بوده و در نهایت موجب بالا رفتن کاربرد این سلاح نسبت به مدل AS-50 شده‌است. سفارش اصلی این سلاح توسط وزارت دفاع کشور استرالیا صورت گرفته‌است و یکی از مشخصه‌های مهم این سلاح استفاده از تیر معروف (۱۲٬۷х۹۹) کالیبر ۵۰ برونینگ است.

## مراحل ساخت و توضیحات
کارشناسان کارخانه اسلحه‌سازی «اکیورسی اینترنشنال» در ساخت این سلاح تمامی تلاش خود را در بالا بردن دقت شلیک گلوله به سوی اهداف و کم کردن وزن و طراحی ارگونومیک آن به کار برده‌اند؛ این کارخانه لوله اسلحه را از فولاد مرغوب ضدزنگ و با آهنگری سرد ساخته‌است و برای تحمل فشار بسیار زیاد و جلوگیری از ترکیدن لوله تحت تأثیر شلیک گلوله‌های پر قدرت کالیبر ۵۰ برونینگ قطر لوله اسلحه را ضخیم‌تر کرده و در طول لوله، برش‌هایی به صورت فرورفتگی بر روی لوله با دستگاه تراشکاری انجام داده‌اند، که در خنک شدن بهتر و کم کردن وزن سلاح بسیار تأثیر گذار بوده‌است. در محل اتصال قنداق به بدنه سوراخی تعبیه شده‌است که دست تک‌تیرانداز در آن قرار می‌گیرد. این مسئله باعث افزایش کنترل نیروی تک‌تیرانداز بر روی سلاح و در نتیجه، افزایش دقت گلوله‌های شلیک شده به سوی اهداف می‌گردد.
ضامن اسلحه درست در بالای ماشه و سیستم چکاننده اسلحه قرار گرفته‌است که تک‌تیرانداز به راحتی و با انگشت دست راست و بدون برداشتن انگشت سبابه از روی ماشه اسلحه می‌تواند اسلحه را از حالت ضامن خارج کند. در قسمت بالای بدنه این اسلحه ریل استانداردی مونتاژ و ساخته شده‌است که انواع دوربین‌های اپتیکی و مادون قرمز در روی آن قابل نصب می‌باشند.

### دوپایه
دوپایه این سلاح نسبت به اسلحه تک‌تیرانداز AS-50 تغییر پیدا کرده‌است، قنداق این اسلحه به پد نرمی مجهز است و لوله اسلحه ترمز دهانه یا فشارشکن مؤثری دارد، که تا مقدار زیادی لگد زنی سلاح و ضربه عقب‌نشینی را کم می‌کند. قرار دادن تک‌پایه کوچکی در زیر قسمت عقب قنداق باعث شده‌است که در هنگام شلیک گلوله‌های قوی کالیبر ۵۰ اسلحه پایداری بیشتری از خود نشان‌دهد.

## سلاح‌های SAS - AW50F (L121A1)
AW50 از نظر طراحی بسیار شبیه به L96A1 و L115A3 است و از نظر فنی بخشی از همان خانواده تفنگ‌ها است. گلوله 50BMG (12.7mmx9mm NATO) که توسط AW50 شلیک شده‌است، تفاوت آن با دیگر تفنگ‌ها را مشهود می‌کند. مانند L82a1 که توسط نیروی دریایی سلطنتی استفاده می‌شود، AW50 از یک تفنگ تک‌تیرانداز صرف فراتر رفته و به یک سلاح «ضد ماده» تبدیل می‌شود. بر اساس گزارش‌ها، AW50 در برد بسیار طولانی از L82a1 دقیق‌تر است.
AW50F مدلی است که توسط نیروهای بریتانیایی استفاده می‌شود. دارای پایه تاشو است و در یک کیف سخت همراه با مجلات یدکی و لوازم نظافتی عرضه می‌شود. در این زمینه، AW50 را می‌توان در یک محفظه با روکش نرم بسته‌بندی کرد و در یک بند حمل کرد.
وقتی AW50F با مهمات زره‌زن/ آتش‌زا و در دستان ماهر یک سرباز SAS بارگیری می‌شود، می‌تواند طیف وسیعی از اهداف نرم و سخت را درگیر کند. وسایل نقلیه را می‌توان با یک شلیک استراتژیک به موتور غیرفعال کرد، مانند هواپیماهای پارک شده و حتی خودروهای زرهی سبک. AW50F ایده‌آل برای ماموریت‌های ضد تک‌تیرانداز در دور .۵۰ می‌تواند از پوشش تیرانداز دشمن نفوذکند.
پس از استفاده موفقیت‌آمیز در ۲۲ سرویس هوایی ویژه، AW50F به آرامی به واحدهای دیگر معرفی شد. این سلاح یک روش ایده‌آل برای پاکسازی بمب‌های دست‌ساز مشکوک یا مین‌ها در محدوده ایستاده‌است و در موقعیت‌های ضد شورش مانند عراق وافغانستان کاربرد داشت.
تیم‌های تک‌تیرانداز دریایی رویال مارین از L121A1 در نقش مبارزه با قاچاق استفاده می‌کنند، جایی که از آن برای شلیک و از کار انداختن موتورهای قایق‌های تندرو قاچاقچی استفاده می‌شود. تک‌تیراندازان نیروی دریایی سلطنتی Recce نیز از L121A1 در میدان جنگ در افغانستان استفاده می‌کردند. قدرت نفوذ آن به این معناست که می‌توان از آن برای درگیری با اهداف پنهان‌شده در پشت پوشش استفاده‌کرد.

## مشخصات
- فشنگ (م م): 50 BMG
- کالیبر (م م):۱۲٫۷
- طول (م م): ۱۳۵۰
- طول لوله (م م): ۶۹۰
- سرعت گلوله (متر/ثانیه): ۹۲۵
- ظرفیت فشنگ در خشاب (عدد): ۵
- برد مؤثر با دوربین اپتیکی (متر): ۱۸۰۰
- وزن بدون سیستم نشانه رَوی اپتیکی و مهمات (کیلوگرم): ۱۳٬۵
- وزن با سیستم نشانه روی اپتیکی و مهمات (کیلوگرم)
- طول با قنداق جمع شده به بغل (م م): ۱۱۰۵

## کاربران
- بریتانیا: در مقادیر محدود توسط واحدهای EOD و UKSF استفاده می‌شود.
- استرالیا: AW-50F
- آلمان: این سلاح در آلمان (G-24) نام گذاری شده[۲]
- اندونزی: مورد استفاده توسط نیروی هوایی اندونزی براوو Detachment 90.
- ایرلند: مورد استفاده تیراندازان ARW.
- مالزی: مورد استفاده توسط نیروی دریایی سلطنتی مالزی PASKAL.
- پرتغال: این اسلحه توسط GNR (گارد ملی جمهوری‌خواه) استفاده می‌شود.
- اسلواکی: AW-50F توسط هنگ ۵ عملیات ویژه استفاده می‌شود.
- تایلند: توسط نیروی دریایی سلطنتی تایلند و مهرهای دریایی سلطنتی تایلند استفاده می‌شود.
- کره جنوبی: مورد استفاده توسط UDT/SEAL.

## منبع و پانویس
1. ↑  «ACCURACY INTERNATIONAL - AW50». www.ketmer.com. بایگانی‌شده از اصلی در ۵ اكتبر ۲۰۲۲. دریافت‌شده در 2023-06-17. تاریخ وارد شده در |archive-date= را بررسی کنید (کمک)
2. ↑  Volkov, Michel Hammermeister, Konstantin (2004). "Spezialeinheiten". www.spezialeinheiten.net (به آلمانی). Retrieved 2023-05-09.